# Gusti Kreissl
Gusti Kreissl, gebürtig Auguste Maria Josefa Kreissl, (* 2. Januar 1904 in München; † August 1986 ebenda) war eine deutsche Schauspielerin.

## Leben und Wirken
Ab den 1960er Jahren war Gusti Kreissl regelmäßig in Film- und Fernsehproduktionen präsent. Zu ihren Rollen gehören die Verfilmungen Die Geierwally von 1956, Auftritte beim Königlich Bayerisches Amtsgericht und Einsätze in diversen Krimiserien   (Die fünfte Kolonne, Der Kommissar, Derrick).

## Filmografie (Auswahl)
- 1937: Spiel auf der Tenne
- 1941: Der siebente Junge
- 1953: Der Klosterjäger
- 1956: Rosen für Bettina
- 1956: Die Geierwally
- 1963: Die Legende vom heiligen Trinker
- 1964: Die fünfte Kolonne: Zwei Pistolen (Fernsehserie, 1 Folge)
- 1964: Lydia muss sterben (Fernsehfilm)
- 1965: Das Kriminalmuseum: Der Brief (Fernsehserie, 1 Folge)
- 1969: Unser Doktor ist der Beste
- 1969: Nur der Freiheit gehört unser Leben (TV)
- 1970: Der Fall Lena Christ
- 1970: Die seltsamen Methoden des Franz Josef Wanninger: Der Schausteller (Fernsehserie, 1 Folge)
- 1971: Sie liebten sich einen Sommer
- 1972: Händler der vier Jahreszeiten
- 1972: Königlich Bayerisches Amtsgericht: Der Böllerer (Fernsehserie, 1 Folge)
- 1974: Angst essen Seele auf
- 1974: Derrick: Stiftungsfest (Fernsehserie, 1 Folge)
- 1975: Der Wohltäter (Fernsehfilm)
- 1975: Spannagl & Sohn (Fernsehserie)
- 1977: Bolwieser
- 1977: Das Haus mit der Nr. 30 (Fernsehfilm)
- 1978: Polizeiinspektion 1: Die Referendarinnen
- 1980: Die Undankbare (Fernsehfilm)
- 1981: Heute spielen wir den Boß – Wo geht’s denn hier zum Film?
- 1983: Unsere schönsten Jahre